# Punta San Matteo
Die Punta San Matteo ist ein 3678 Meter hoher Berg im Hauptkamm der Ortler-Alpen, einem Gebirge der südlichen Ostalpen. Den heutigen Namen erhielt die Punta San Matteo, vorher Pizzo della Mare oder auch Palle della Mare genannt, von dem Alpenforscher und Kartografen Julius Payer im Jahr 1867, weil seine Besteigung des Berges am 21. September 1867 auf den Tag des Evangelisten Matthäus fiel. Der Berg liegt genau auf der Grenze zwischen den italienischen Provinzen Trentino und Sondrio im Nationalpark Stilfserjoch. Der mit Firn bedeckte Gipfel wirkt von Norden aus betrachtet als dominante Südbegrenzung des großen Gletschers Ghiacciaio dei Forni. Nach Nordwesten, Osten und Südwesten sendet er ausgeprägte Grate, die den Kammverlauf bilden. Durch seine leichte Erreichbarkeit vom Rifugio Cesare Branca (Brancahütte) oder vom Rifugio Forni oder vom Gaviapass aus ist die Punta im Frühjahr auch für Skitourengeher ein beliebtes Ziel. Eine klassische alpine Bergfahrt war von den 1930er Jahren an die eisüberzogene Nordwand. Zuerst bestiegen wurde der Berg am 28. Juni 1865 von den englischen Alpinisten Francis Fox Tuckett aus Bristol, George Henry Fox aus Falmouth, Douglas William Freshfield aus Oxford und James H. Backhouse aus Darlington. Geführt wurden sie von François Devouassoud aus Chamonix und Peter Michel aus Grindelwald.

## Lage und Umgebung
Die Punta San Matteo ist vollständig von Gletschern umgeben. Im Norden reicht der größte Gletscher des Gebietes, Ghiacciaio dei Forni (deutsch: Fornogletscher), bis zum Gipfelpunkt, im Osten erstreckt sich die Vedretta degli Orsi bis zu einer Höhe von etwa 3594 Metern hinauf auf den Ostgrat. Im Süden existiert noch als kleines Schneefeld die durch die globale Erwärmung stark zurückgegangene Vedretta Val Piana. Im Westen schließlich liegt der Ghiaccaiaio di Dosegù. Benachbarte Berge sind im Nordwesten die 3560 Meter hohe Cima Dosegù, im Osten der Monte Giumella mit 3594 Metern Höhe und im weiteren Verlauf des Ostgrats die 3524 Meter hohe Punta Cadini. Im Verlauf des Südwestgrats schließt sich der Monte Mantell (3517 m) an. Nach Westen hin fällt das Gebiet um die Punta hinab ins Valle di Gavia (Gaviatal). Der nächstgelegene bedeutende Ort ist in der Provinz Sondrio der gut sieben Kilometer Luftlinie nordwestlich gelegene Wintersportort Santa Caterina Valfurva. Das Trentiner Dorf Peio im Val di Peio liegt etwa acht Kilometer in östlicher Richtung, und der Gaviapass liegt etwa sieben Kilometer südwestlich.

## Geschichte

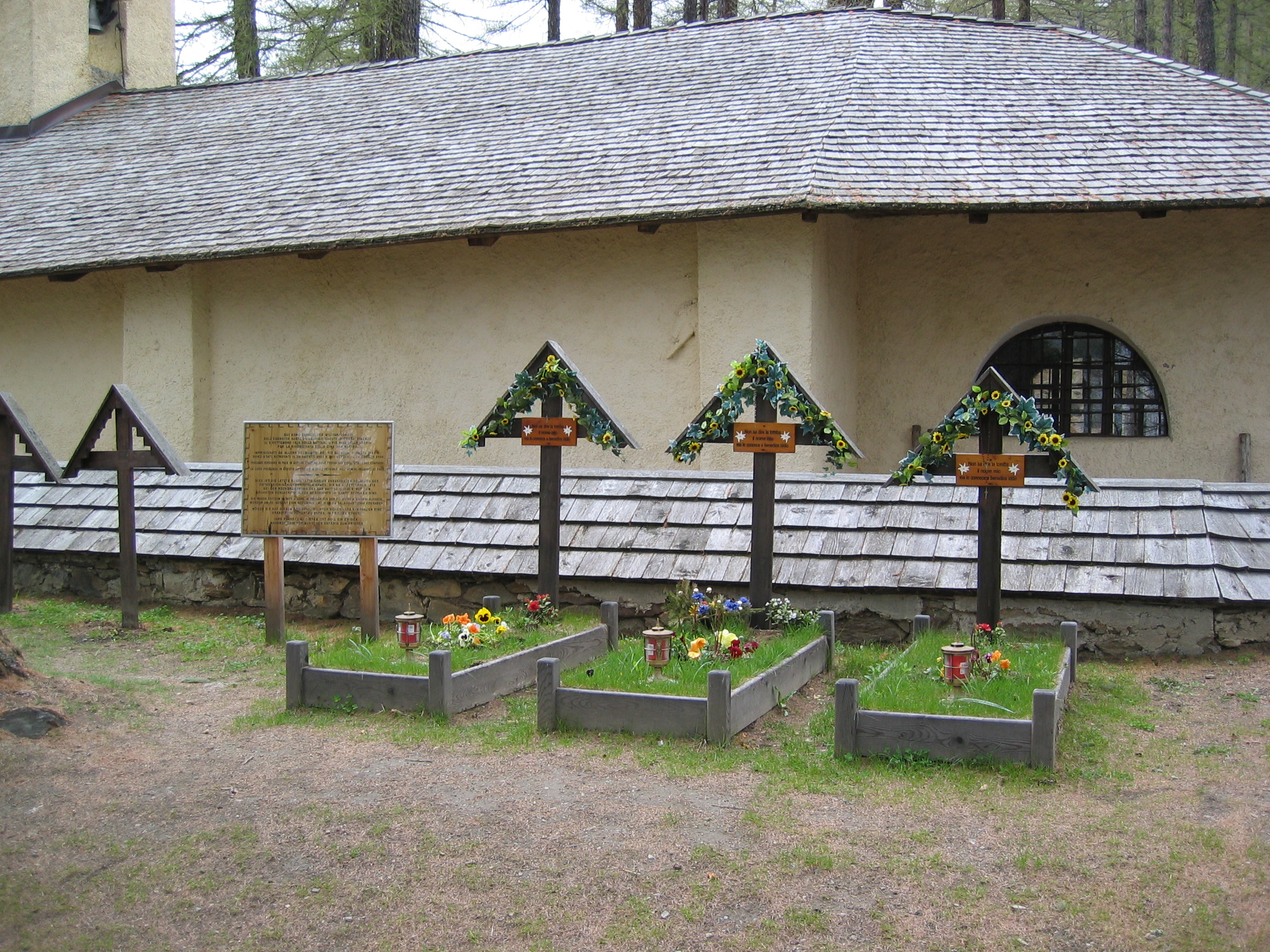
Gräber der 3 gefallenen Kaiserschützen in Peio

Durch ihre strategisch günstige Lage oberhalb der Straße über den Gaviapass war die Punta San Matteo im Ersten Weltkrieg Schauplatz des letzten Sieges der k.k. Kaiserschützen. Anfang 1918 besetzten die Österreicher den Gipfel des Berges, am 13. August konnten allerdings italienische Alpini die Punta erobern und die Hälfte der Österreicher als Gefangene nehmen. Am 3. September jedoch gelang es den Österreichern, den Gipfel wieder zu erobern. Die Schlacht auf der Punta San Matteo war bis dahin die höchstgelegene Kampfhandlung eines Krieges.

## Literatur und Karte

Karte der Umgebung

## Stützpunkte und Besteigung
Der Weg der Engländer im Jahre 1865 führte über den heute nur noch selten begangenen Südwestgrat. Ausgangspunkt ihrer Tour war Santa Caterina. Sie brauchten insgesamt acht Stunden für den Aufstieg über den Dosegù-Gletscher. Heute wird der Berg als Hochtour mit entsprechender Ausrüstung und Gletscherfahrung über den Nordwestgrat bestiegen. Der Normalweg, also der leichteste Anstieg, zuerst von Julius Payer und Johann Pinggera am 21. September 1867 begangen, führt vom Rifugio Berni al Gavia auf 2541 Metern Höhe, direkt an der Gaviapass-Straße gelegen, in nordöstlicher Richtung über den Dosegù-Gletscher, hinauf zu einem Sattel zwischen dem Monte Dosegù und der Punta San Matteo und dann über den Nordwestgrat zum Gipfel. Die Gehzeit beträgt, laut Literatur, etwa vier bis fünf Stunden. Eine sechsstündige Eistour führt durch die Nordwand der Punta San Matteo. Mit einer Eisneigung von 60 ° und einem Höhenunterschied von etwa 400 Höhenmetern ist dies eine klassische Alpintour, die 1937 zum ersten Mal bewältigt wurde. Kritische Verhältnisse an der Gipfel-Schneewechte können jedoch eine Besteigung unmöglich machen. Stützpunkt für Anstiege aus nördlicher Richtung ist das Rifugio Cesare Branca, auf 2487 Metern Höhe gelegen.